# Olesia Czumakowa
Olesia Aleksandrowna Czumakowa (ros. Олеся Александровна Чумакова; ur. 23 lipca 1981) – rosyjska lekkoatletka specjalizująca się w biegu na 1500 metrów.

## Osiągnięcia
- złoty medal na młodzieżowych mistrzostwach Europy (Bydgoszcz 2003)
- złoto Uniwersjady (Bangkok 2007)
- brąz podczas halowych mistrzostw Europy (Birmingham 2007)
- zwycięstwo w halowym pucharze Europy (Moskwa 2008)

## Rekordy życiowe
- bieg na 800 m – 2:00.37 (2007)
- bieg na 1500 m – 4:02.55 (2005)
- bieg na milę – 4:21.29 (2007)
- bieg na 800 m (hala) – 2:01.93 (2004)
- bieg na 1000 m (hala) – 2:36.70 (2004)
- bieg na 1500 m (hala) – 4:04.39 (2006)